# Boršot
Boršot (mađ. Bácsborsód, nje. Borschod) je veliko selo u jugoistočnoj Mađarskoj.
Zauzima površinu od 77,52 km četvornih.

## Zemljopisni položaj
Nalazi se na 46°5'47" sjeverne zemljopisne širine i 19°9'29" istočne zemljopisne dužine, u regiji Južni Alföld.

## Upravna organizacija
Upravno pripada Bajskoj mikroregiji Bačko-kiškunske županije. Poštanski broj je 6454. Upravno mu pripadaju sela Cérnahát, Pustarina (Kamenjak) (mađ. Kövesmajor) i Veszettkút, te zaselak Milkovac.
U Boršotu djeluje jedinica Njemačke manjinske samouprave.

## Kultura
- kapela obitelji Latinović[3][4]
- dvorac obitelji Latinović[5][6][7]

## Stanovništvo
- 1910.: 2717 (Mađari, Nijemci, Hrvati)
- 1990.: 1355

Danas, u Boršotu živi 1287 stanovnika (2005.)
Većina stanovnika su Mađari. Hrvata je 1,2%, Nijemaca je 1%, Srba je 0,5% te ostalih. Rimokatolika je 82%, kalvinista je 5,7%, luterana je 0,5%, grkokatolika je 0,3% te ostalih.

## Vanjske poveznice
- Boršot na fallingrain.com